# Carles Busquets
Carles Busquets Barroso (Badia del Vallès, 19 juli 1967) is een voormalig Spaans profvoetballer. Hij speelde als doelman bij FC Barcelona en UE Lleida. In 2010 werd Busquets aangesteld als keeperstrainer bij het eerste elftal van FC Barcelona, een rol die hij eerder bij de jeugdteams van de club vervulde.
Busquets doorliep de cantera (jeugdopleiding) van FC Barcelona en behoorde van 1990 tot 1999 tot de hoofdselectie van de club. In deze periode was hij echter slechts twee seizoenen basisspeler. Busquets begon als reservedoelman achter Andoni Zubizarreta en hij speelde in het seizoen 1993/1994 pas zijn eerste competitiewedstrijd. Wel was de Catalaan in 1991 basisspeler in de verloren Europa Cup II-finale tegen Manchester United. Na het vertrek van Zubizarreta in 1994 werd Busquets eerste keus als doelman bij FC Barcelona. Hij bleef dat tot 1996, toen de Portugees Vítor Baía werd gecontracteerd. Busquets kwam nog maar sporadisch tot spelen en in 1999 vertrok hij naar UE Lleida. In 2003 beëindigde hij zijn profloopbaan. Zijn zoon Sergio zou later ook voor FC Barcelona spelen.

## Erelijst
Barcelona
- Europacup I (1): 1991/92
- Europacup II (1): 1996/97
- Europese Supercup (1): 1992
- La Liga (2): 1993/94, 1997/98
- Copa del Rey (1): 1996/97
- Supercopa de España (4): 1991, 1992, 1994, 1996